# Mha Kon Klab
Il Mha Kon Klab è un cane della Thailandia estinto, che si caratterizzava per la presenza del caratteristico ridgebak sul dorso.

## Cani Boran
Cinologicamente il Mha Kon Klab è Boranhund o cane Boran (Mha Bangkaew) nome generico che indica tre diverse varietà di dingo asiatico (come viene anche chiamato questo cane) che vivono liberamente in un'area limitata del sud-est asiatico. I cani Boran non devono essere confusi con il Thai Ridgeback, che è derivato da una delle varietà.
I cani Boran mostrano una maggiore variazione nella colorazione rispetto ai ridgeback tailandesi allevati. Hanno predisposizioni ereditarie dominanti per il tipo di pelliccia, il che spiega perché alcune popolazioni diventano glabre o hanno un pettine sulla schiena.
- Il cane tailandese è un cane da guardia a pelo corto con pelliccia normale. Questa è la variante più comune, ma non è chiaro fino a che punto sopravviva ai cani che possono essere classificati come veri dingo. Nel 1957, è stato avviato il lavoro sul tipo di razza pura, che ha portato a un tipo di cane che è in procinto di ottenere il riconoscimento internazionale come razza di cane separata. Questa razza, che dal 14 aprile 2011 è temporaneamente riconosciuta dalla FCI (FCI # 358), è stata denominata Thai Bangkaew dog.
- Il cane di Phu Quoc Ridgeback (Chó Phú Quốc) è un cane da guardia a pelo corto che ha una cresta (ridgeback) sul dorso. È considerato un capostipite per Thai Ridgeback, ma si differenzia chiaramente da questo per diversi aspetti. I veri cani di Phu Quoc probabilmente sopravvivono solo in piccoli gruppi sulla terraferma della Thailandia.
- Il cane nudo siamese è un cane primitivo senza pelo che potrebbe essere estinto, sebbene gli esperti thailandesi ritengano che alcuni esemplari possano essere sopravvissuti nella parte nord-orientale della Thailandia, nelle zone di confine con il Laos.